# ハガクレスゲ
ハガクレスゲ Carex jacens C. B. Clarke はカヤツリグサ科スゲ属の植物の1つ。小柄なスゲでアオスゲなどに似るが、側小穂が花茎の先端に集まって着くのでなく、花茎の中程や基部近くにも着く。

## 特徴
小柄な多年生の草本。茎や葉はまとまって束になって出て、匍匐枝は出さない。草丈としては、花茎の高さが5cmからせいぜい15cmまで。葉は質がやや柔らかくて葉幅は1～3mm。基部の鞘は淡褐色で古くなると細かく裂ける。花茎は果実の成熟時には葉より長く出る。
花期は6～7月。頂小穂は雄性で1つだけ、側小穂は雌性で1～6個が着き、上部のものは互いに近いが、下方のものほど離れて着き、最下のものは往々に根際に着いている。小穂の基部の方は鞘があり、葉身部はよく発達する。頂生の雄小穂は線形で長さ0.5～1cm、短い柄がある。雄花鱗片は淡褐色で先端は尖っている。側生の雌小穂は線柱形で長さは0.5～1cm、短い柄がある。雌花鱗片は緑白色で果胞より短く、先端は尖るか、短い芒が突き出している。果胞は卵形で長さ3～3.5mm、表面に毛はなく、ただし希に僅かに毛があるものもある。先端は短い嘴状になり、その先の口部は両端に小さな歯状突起がある。果胞の断面は3稜形で稜が比較的はっきりしている。痩果は果胞にきっちりと包まれ、楕円形で長さ1.3～1.5mm、基部は短い柄になり、先端には小さな盤状の付属体がある。柱頭は3つに裂ける。

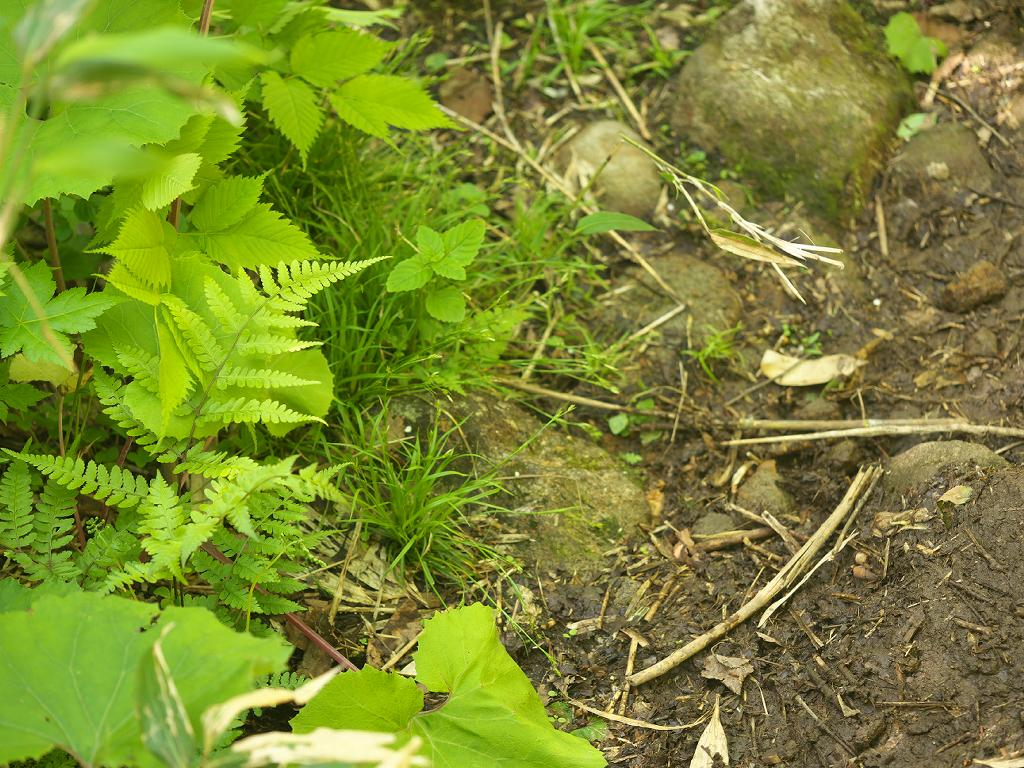
生育地の様子
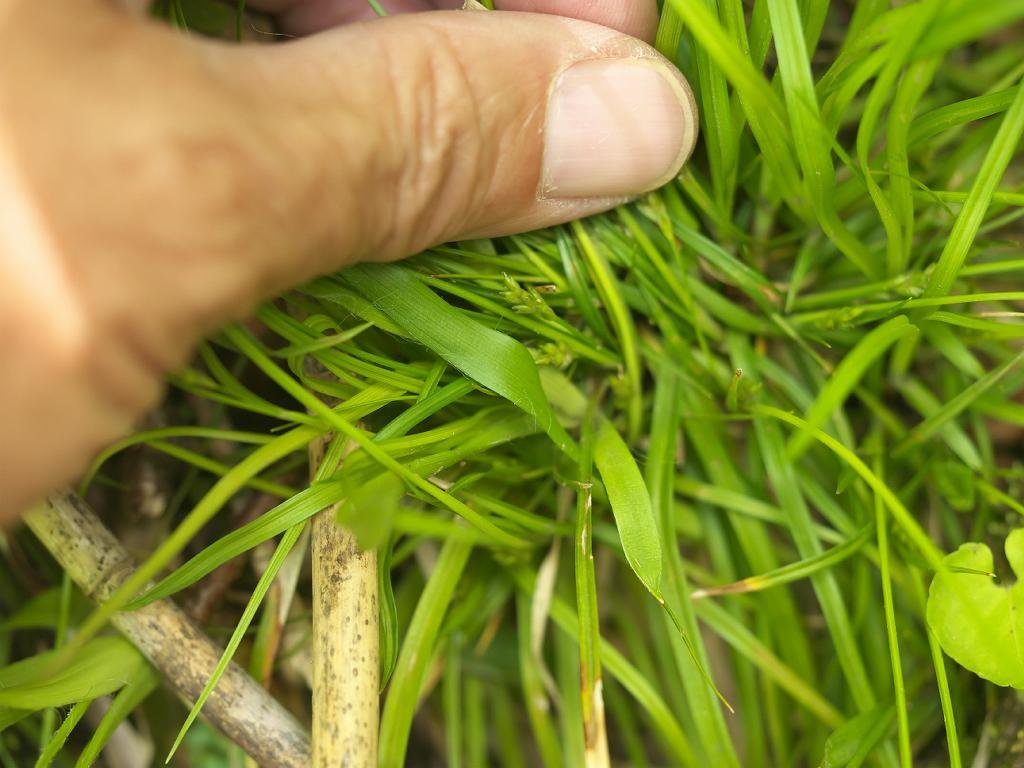
根際の小穂の様子

## 分布と生育環境
日本では北海道から本州の白山以北の日本海側に産し、国外では千島から知られている。
亜高山帯の針葉樹林の林床に生える。ブナ帯からシラビソ帯の樹林内や林縁に見られる。

## 分類、類似種など
頂小穂が雄性、側小穂が雌性、苞に鞘があり、果胞が小型で痩果の先端に盤状の付属体があり、柱頭は3つに裂ける、といった特徴から勝山(2015)は本種をヌカスゲ節 Sect. Mitratae に含めている。この節には日本国内でも80種に近い種があり、更に本種のように小型で鞘や花の鱗片に着色がなくて全体に緑色のものでも20種ほどがある。特によく知られ、また広く見られるものにアオスゲ C. leucochlora とこの種に含められてきたことのある種群がある。これらは果胞の表面に一面に毛が生えている点で見分けられる。また本種の果胞の長さが2～2.5mmに対してアオスゲでは2.5～3mmとやや大きいこと、その断面を見ると3つの稜がはっきりしているのに対してアオスゲ類ではより膨らんで稜が不明瞭である点も異なる。星野他(2011)は本種に似たものとしてヌカスゲ C. mitrata とその近縁種を挙げており、違いとしては基部の鞘が淡色であること、それに側小穂が互いに離れて着くことを挙げている。
本種の外見的な特徴として側小穂が根元に出ることが挙げられる。類似のアオスゲ類、ヌカスゲ類、モエギスゲ類では小穂は花茎の先端付近に集まり、少なくとも花茎の中程よりはずっと上の方にしかつかない。ただしメアオスゲやノゲヌカスゲなどでは根元に雌小穂がつく例が知られるが、これらの場合もそれ以外の小穂は花茎の先端近くに集まって生じ、ごく1部の小穂が飛び離れて根元につく形を取る。それに対して本種では花茎に沿って先端近くから根元にまで側小穂が散らばってつく。なおこの点で本種に似ているものにイセアオスゲ C. karashidaniensis があるが、この種では花茎が伸びなくて果実の出来る頃には花茎が葉の間に埋まってしまうこと、果胞がより大きくて3～3.5mmになることなどで区別出来る。マメスゲ C. pudica は逆に雌性の側小穂が根元にしかつかず、雄小穂だけが長い柄があって上に伸び出している。
他に本種にごく似たものとして記載されたものにムツアオスゲ C. aquilonalis があるが、星野他(2011)も勝山(2015)もこれを本種と同じものと見ている。本種の変種として果胞にまばらに毛が出るものがケハガクレスゲ var. ubescens とされているが、これも星野他(2011)、勝山(2015)ともに分ける必用はないと見なしている。

## 保護の状況
環境省のレッドデータブックには指定はなく、県別でも福井県で絶滅危惧II類の指定があるのみである。